# Ліга Тхімпху
Ліга Тхімпху (англ. Thimphu League), до 2015 року мала назву А-дивізіон Бутану — регіональний футбольний турнір Бутану. Турнір заснований 1986 року і до 2011 року був найвищим дивізіоном країни. З 2012 року є кваліфікаційним турніром Національної ліги для команд, що базуються у столиці країни місті Тхімпху.

## Історія
Спроба створити в Бутані футбольний чемпіонат відбулась ще у 1986 році, коли була створена повноцінна ліга з 10 команд, проте немає інформації про його проведення протягом наступних майже десяти років. Далі в період з 1996 по 2000 роки існувала деяка форма організованого футболу, але незрозуміло чи брали в ньому участь клуби з-поза Тхімпху. В 2001 році було створено A-дивізіон. Перший сезон по суті мав форму національного змагання і був схожий на нинішній формат Національної ліги, проте поступово турнір знову втратив форму загальнонаціонального і до 2003 року всі нестоличні клуби покинули турнір.
2004 року Бутан подав заявку на участь клубів у турнірах АФК і чемпіон цього сезону «Транспорт» отримав право представляти Бутан на наступний рік в Кубку Президента АФК. Це закріпило позицію А-дивізіону як головного футбольного змагання в країні, і воно й далі визначало представника від країни на Кубку президента аж до створення Національної ліги.
У 2011 році А-дивізіон був зіграний в одне коло як кваліфікаційний в очікуванні створення Національної ліги, але цей турнір так і не пройшов, таким чином це став останній сезон, в якому переможець A-дивізіону став чемпіоном Бутану.
2012 року відбувся перший розіграш Національної ліги, в якій взяло участь шість команд — три найкращі команди з A-дивізіону, та трьох клубів з іншого регіону. Переможцем став столичний клуб «Їдзін». З цього сезону А-дивізіон став регіональним кваліфікаційним турніром, три призери якого (у 2013—2014 — чотири) потрапляли до Національної ліги, де разом з командами з інших регіонів розігрували титул чемпіона Бутану та путівку на міжнародні турніри.
У 2015 році A-дивізіон був перейменований в Лігу Тхімпху, що підкреслило позицію Національної ліги як найвищого футбольного змагання в країні.

## Переможці
| - 1986: «Роял Бутан Армі» - 1987—1995: немає інформації - 1996: «Друк Пол» - 1997: «Друк Пол» - 1998: «Друк Пол» - 1999: «Друк Пол» - 2000: «Друк Пол» - 2001: Друк Старз - 2002: «Друк Пол» - 2003: «Друк Пол» - 2004: «Транспорт Юнайтед» - 2005: «Транспорт Юнайтед» - 2006: «Транспорт Юнайтед» - 2007: «Транспорт Юнайтед» - 2008: «Їдзін» - 2009: «Друк Старз» - 2010: «Їдзін» - 2011: «Їдзін» | - 2012: «Друк Пол» - 2013: «Їдзін» - 2014: «Друк Юнайтед» - 2015: «Тертон» - 2016: «Тхімпху Сіті» - 2017: «Тхімпху Сіті» |